# Rubus plicatifolius
Rubus plicatifolius är en rosväxtart som beskrevs av Blanchard. Rubus plicatifolius ingår i släktet rubusar, och familjen rosväxter. Inga underarter finns listade i Catalogue of Life.